# Calahorra
Calahorra település Spanyolországban, La Rioja autonóm közösségben. Calahorra Aldeanueva de Ebro, Autol, Quel, Pradejón, Sartaguda, Andosilla, San Adrián és Azagra községekkel határos. Lakosainak száma 25 064 fő (2024).

## Népesség
A település népessége az elmúlt években az alábbi módon változott:
| Lakosok száma | 19 601 | 22 378 | 23 768 | 24 787 | 24 839 | 24 202 | 23 827 | 23 923 | 24 579 | 25 064 |
|               | 2001   | 2004   | 2007   | 2009   | 2011   | 2014   | 2016   | 2018   | 2021   | 2024   |